# Liège-Bastogne-Liège 1991
La 77e édition de Liège-Bastogne-Liège a eu lieu le dimanche 21 avril 1991. Elle a été remportée par l'Italien Moreno Argentin qui devance ses compagnons d'échappée Claude Criquielion, son coéquipier Rolf Sørensen et Miguel Indurain. Le tenant du titre Eric Van Lancker se classe à la cinquième place avec 10 secondes de retard.
Moreno Argentin remporte pour la quatrième fois cette course et devient ainsi derrière Eddy Merckx et ses cinq victoires le coureur à avoir le plus gagné la « Doyenne des classiques ». Claude Criquielion monte lui pour la troisième fois sur le podium de l'épreuve après sa deuxième place de 1985, déjà derrière Argentin, et sa troisième place de 1987.
La course disputée sur un parcours de 267 kilomètres est l'une des manches de la Coupe du monde de cyclisme sur route 1991.

## Classement
| #  | Coureur             | Équipe                 |    | Temps           |
| -- | ------------------- | ---------------------- | -- | --------------- |
| 1  | Moreno Argentin     | Ariostea               | en | 7 h 15 min 00 s |
| 2  | Claude Criquielion  | Lotto                  | +  | 0 s             |
| 3  | Rolf Sørensen       | Ariostea               |    | 0 s             |
| 4  | Miguel Indurain     | Banesto                |    | 0 s             |
| 5  | Eric Van Lancker    | Panasonic-Sportlife    |    | 10 s            |
| 6  | Raúl Alcalá         | PDM-Concorde           |    | 10 s            |
| 7  | Marino Lejarreta    | Once                   |    | 10 s            |
| 8  | Stephen Roche       | Tonton Tapis-GB-Corona |    | 10 s            |
| 9  | Edwig Van Hooydonck | Buckler-Colnago-Decca  |    | 2 min 30 s      |
| 10 | Dirk De Wolf        | Tonton Tapis-GB-Corona |    | 2 min 36 s      |